# Rwanda Automobile Club
Der Rwanda Automobile Club (RAC) ist ein Motorsport- und Automobilclub in Ruanda.

## Organisation
Präsident des RAC ist Christian R. Gakwaya und Vizepräsident Claude Kwizera. Zudem ist Ange-Francois Cyatangabo Generalsekretär und Fernand Rutabingwa Schatzmeister. Der Motorsportclub mit Sitz im Stade Amahoro in Kigali ist Mitglied der Fédération Internationale de l’Automobile (FIA). Er ist als Nichtregierungsorganisation durch das Rwanda Governance Board anerkannt.
Ehemalige Präsidenten:
- bis 1999: Serge Evrard
- 1999–12/2009: Dismas Kayibanda
- ab 12/2009: Yves Kagina

## Events
Der RAC organisiert unter anderem Motorsportevents, darunter Rallyeveranstaltungen wie die jährlich stattfindende Rwanda Mountain Gorilla Rally und die Huye Rally. Im August 2018 war der RAC in Kigali Gastgeber des vierten afrikanischen FIA Sport Regional Congress. Im Sommer 2024 kam es zu Gesprächen um eine mögliche zukünftige Austragung eines Formel-1-Rennens in Ruanda. Vom 10. bis 13. Dezember 2024 fand in Kigali und erstmals in Ruanda die jährliche Generalversammlung und Preisverleihung der Fédération Internationale de l’Automobile (FIA Awards) statt. Auf der Gala wurde Ruandas Bewerbung um Austragung eines Grand Prix der Formel 1 offiziell bekannt gegeben.